# Баладык
Баладык — река в России, протекает по территории Родниковского и Новоалтатского сельсоветов Шарыповского района Красноярского края.

## Название
Первая часть названия водного объекта может быть образована от хакасского «Бала» — малыш. Существует вариант, расшифровывающий гидроним как «Сухое дерево»

## География
Находится на территории государственного биологического заказника «Березовский». Истоки реки находятся ближе всего к деревне Новокурск. От истока река течёт преимущественно на северо-восток. Впадает с правого берега в реку Урюп на её 52-м км, примерно в 1,1 км от Новокурска. Длина — 10 км.

## Притоки
В Баладык впадает ручей Солнцев (в ГВР не указан).

## Данные водного реестра
Баладык относится к Верхнеобскому бассейновому округу; речной бассейн — (Верхняя) Обь до впадения Иртыша; подбассейн — Бассейны притоков (Верхней) Оби от Томи до Чулыма. Водохозяйственный участок — Чулым от истока до г. Ачинск. Код объекта в государственном водном реестре — 13010400112115200015828.